# 愛川町内循環バス
愛川町内循環バス（あいかわちょうないじゅんかんバス）は、神奈川県愛甲郡愛川町が運行するコミュニティバス。神奈中タクシー相模原営業所へ運行を委託している。運行開始時より2024年10月までは神奈川中央交通東・厚木営業所（当時は神奈川中央交通厚木営業所）へ運行を委託していた。

## 概要
1995年7月17日、愛川町内無料循環バスとして運行開始。既存路線では愛川町内の移動手段を満たせないことから、愛川町が神奈川中央交通より貸切車を借りる形で運行を開始した。当初は4コースを午前・午後2便ずつの運行としていた。2008年10月1日の路線再編と同時に有料化、愛川町内循環バス（乗合バス）として運行開始した。
なお「愛川バスセンター」とは、愛川町が整備したバス折返場で、愛川町役場と同一停留所扱いのために正規停留所とはみなされていないが、愛川町内循環バスをはじめ、愛川町役場を発着する一般路線バスについては、循環バスの愛川・高峰ルートを除いて全てここで折り返す交通の結節点として機能している。なお、愛川町役場 - 愛川バスセンター間のみの乗降は出来ず、あくまでも同一停留所扱いとされている。ただし、中津方面からの愛川町役場行き（厚66・海09）は愛川町役場でも乗降を行うほか、厚59・60・96は停車しない。2014年3月31日までは行先も「愛川町役場行き」と案内していたが、同年4月1日より「愛川バスセンター行き」と案内している。

## 運行内容
- 運賃 - 150円均一
  - 6歳未満は無料
  - 環境定期券・かなちゃん手形・1日乗車券の利用不可
- 運転日 - 平日のみ運転。ただし年末年始の12月29日から1月3日は運休となる。

## 現行路線
2008年10月1日に路線再編が行われ、以下のようにルートが変更された。

### 愛川・高峰ルート
- 愛川バスセンター → 愛川町役場 → 中央養鶏前 → 愛川中学校前 → 田代 → 半僧坊前（国道側） → 市之田 → 半原 → 細野橋 → 半僧坊前（国道側） → 田代 → 戸倉 → 中央養鶏前 → 愛川町役場 → 愛川バスセンター

愛川バスセンターから高峰地区・半原地区を循環する路線。1日6回運行。2008年10月1日より運行開始。

### 中津東部・小沢ルート
- 愛川バスセンター → 愛川町役場 → 郵便局前 → 大塚 → 六倉 → 下小沢 → 大塚 → 郵便局前 → 愛川町役場 → 愛川バスセンター

愛川バスセンターから中津地区東部・六倉方面を循環する路線。1日5回運行。2008年10月1日より運行開始。

### 中津西南部ルート
- 愛川バスセンター → 愛川町役場 → 郵便局前 → 春日台入口 → 中津商店街 → 中津小学校前 → 陸運支局前 → 中津商店街 → 春日台入口 → 郵便局前 → 愛川町役場 → 愛川バスセンター

愛川バスセンターから中津地区南西部を循環する路線。1日5回運行。2008年10月1日より運行開始。

## 廃止路線
2008年10月1日に行われた路線再編以前のルート。路線再編以前は無償運行を行っていた。

### 愛川町循環1コース
愛川バスセンター・愛川町役場 → 角田大橋 → 田代運動公園 → 愛川橋 → 半原 → 細野橋 → 田代運動公園 → 角田大橋 → 愛川町役場・愛川バスセンター

### 愛川町循環2コース
愛川バスセンター・愛川町役場 → 上三増 → 田代 → 愛川橋 → 半原 → 細野橋 → 田代運動公園 → 角田大橋 → 愛川町役場・愛川バスセンター

### 愛川町循環3コース
愛川バスセンター・愛川町役場 → 中津 → 愛川聖苑 → 桜台 → 坂本運動場 → 春日台団地 → 小沢 → 愛川町役場・愛川バスセンター

### 愛川町循環4コース
愛川バスセンター・愛川町役場 → 三増 → 愛川橋 → 半原 → 細野橋 → 田代運動公園 → 三増 → 愛川町役場・愛川バスセンター

## 車両
神奈中タクシー・相模原営業所所属の特別塗装のバス3台によって運転されている。
愛川・高峰ルートには専用塗装の日野・ポンチョ1台（も920号車、相模200か1820、2ドアロングボディ）、中津東部・小沢ルートと中津西南部ルートにはトヨタ・ハイエース各1台（も922号車・も923号車）が使用されている。ポンチョとハイエースは共通デザインで、愛川町のキャラクター「あいちゃん」を描いた白基調のカラーリング（2代目専用色）となっている。
運行開始時は、秦野営業所から厚木営業所へ転属した日野・レインボーRB（1992年式、U-RB1WEAA）が専用車両として充当され、当初は神奈中色であったが、翌1996年にエアロミディMEとほぼ同様の専用カラー（初代専用色）に変更された。2002年には三菱ふそう・エアロミディME（KK-ME17DF）が新製配置され、初代車両のレインボーRBは除籍された。2016年に現行車両のポンチョが新製配置され、エアロミディMEを置き換えた。

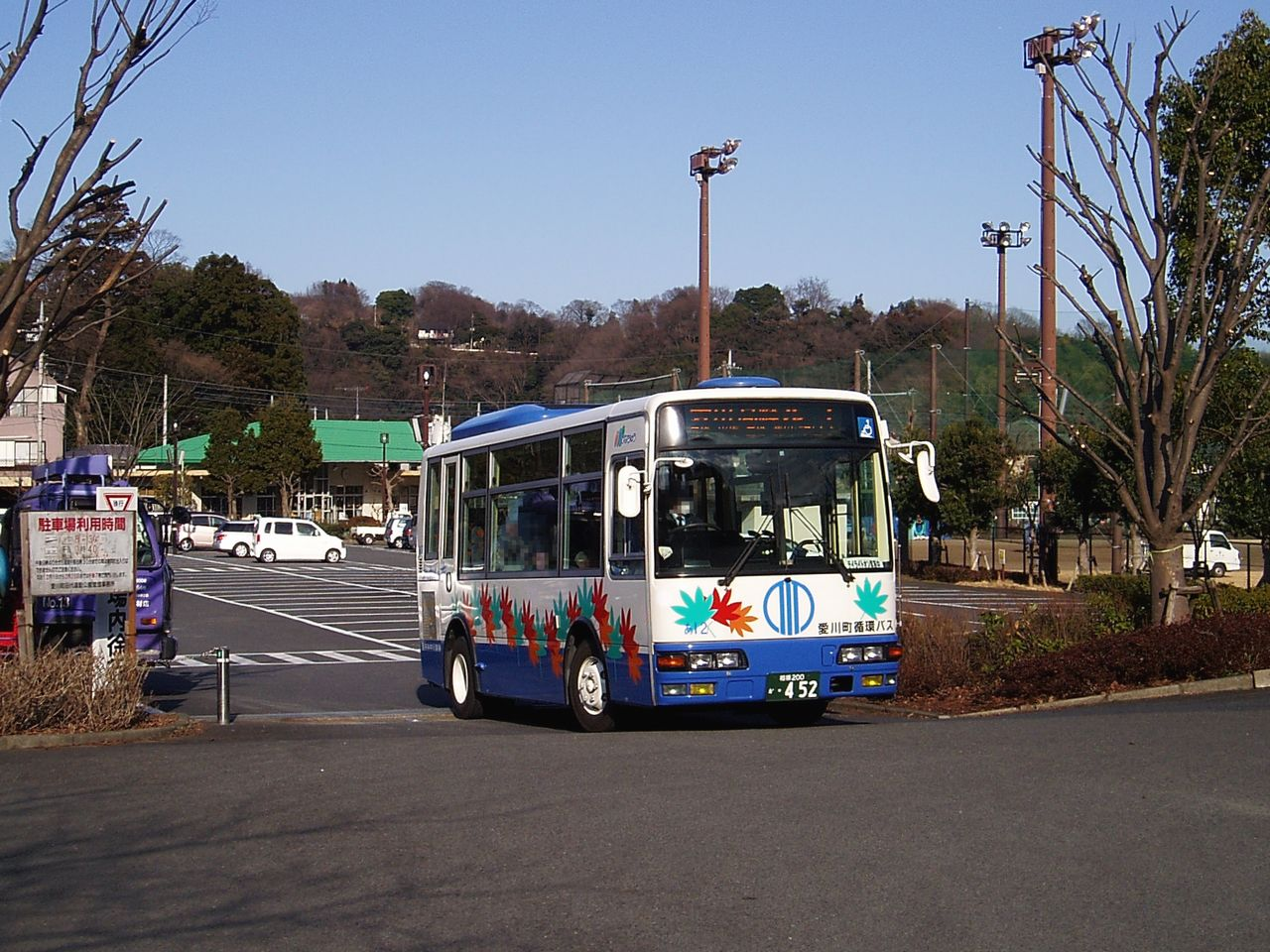
愛川・高峰ルート用の小型バス（旧塗色） 三菱ふそう・エアロミディME（あ12号車）
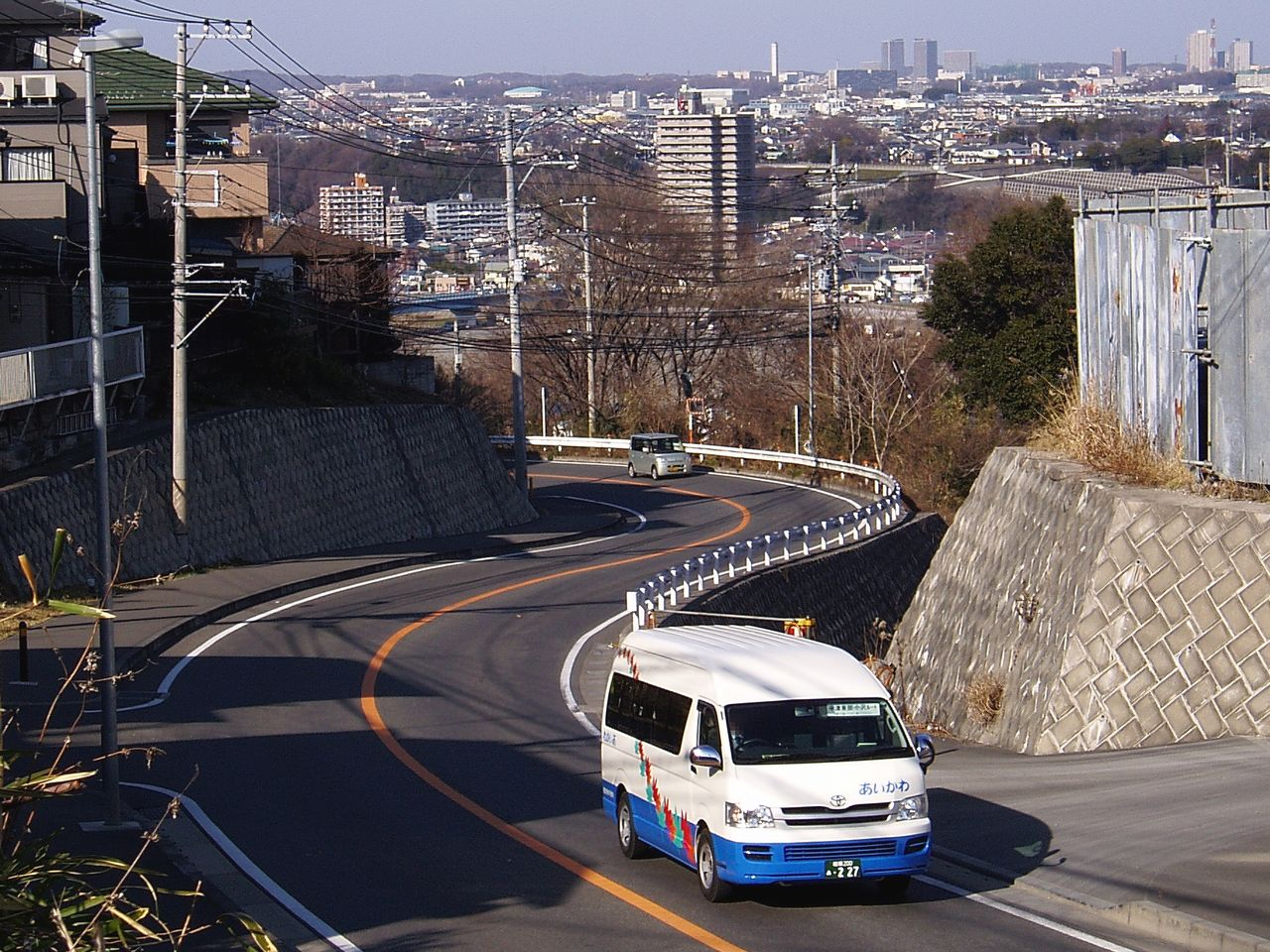
中津東部・小沢ルート用のマイクロバス（旧塗色） トヨタ・ハイエース（あ200号車）